# Miaowan
Miaowan (kinesiska: 庙湾, 庙湾乡) är en socken i Kina. Den ligger i provinsen Shanxi, i den norra delen av landet, omkring 63 kilometer nordväst om provinshuvudstaden Taiyuan. Antalet invånare är 2 705. Befolkningen består av 1 270 kvinnor och 1 435 män. Barn under 15 år utgör 12,0 %, vuxna 15-64 år 67 %, och äldre över 65 år 19,0 %. Miaowan ligger vid sjön Fenhe Shuiku.
Genomsnittlig årsnederbörd är 701 millimeter. Den regnigaste månaden är juli, med i genomsnitt 223 mm nederbörd, och den torraste är januari, med 4 mm nederbörd.